# Hillared
Hillared est une localité de la commune de Svenljunga dans le comté de Västra Götaland en Suède.
Sa population était de 640 habitants en 2019.